# Deleatidium autumnale
Deleatidium autumnale is een haft uit de familie Leptophlebiidae. De wetenschappelijke naam van de soort is voor het eerst geldig gepubliceerd in 1930 door Phillips.
De soort komt voor in het Australaziatisch gebied.